# 玉浦裕
玉浦 裕（たまうら ゆたか、1947年8月1日 - ）は、日本の化学者、工学者、東京工業大学名誉教授。

## 来歴・人物
1947年8月1日広島県三原市生まれ。修道高等学校を経て、1970年早稲田大学理工学部応用化学科を卒業。1975年東京工業大学理工学研究科修了（理学博士）。その後、東京工業大学助手、同助教授を経て、1992年東京工業大学炭素循環エネルギー研究センター教授に就任。2013年同大学を退官。
太陽エネルギーから水素エネルギーへの変換、化石燃料と太陽エネルギーを組み合わせたソーラーハイブリッド燃料生産技術の開発を専門とする。1988年国際フェライト最優秀論文賞、1993年CELSS学会論文賞、2003年生態工学会賞学術賞を受賞。